# Kamal Bey
Kamal Ameer Bey (3 de enero de 1998) es un deportista estadounidense que compite en lucha grecorromana. En los Juegos Panamericanos de 2023 obtuvo una medalla de oro en la categoría de 77 kg.

## Palmarés internacional
| Juegos Panamericanos | Juegos Panamericanos | Juegos Panamericanos | Juegos Panamericanos |
| Año                  | Lugar                | Medalla              | Categoría            |
| -------------------- | -------------------- | -------------------- | -------------------- |
| 2023                 | Santiago (Chile)     | Medalla de oro       | 77 kg                |